# NGC 6259
NGC 6259 (другие обозначения — OCL 996, ESO 277-SC22) — рассеянное скопление в созвездии Скорпион.
Этот объект входит в число перечисленных в оригинальной редакции «Нового общего каталога».